# Asclepiòdot Tàctic
Asclepiòdot (en grec antic: Άσκληπιόδοτος, llatí: Asclepiodotus) fou un escriptor de l'antiga Grècia autor d'una obra sobre estratègia militar, que s'ha conservat fins als nostres dies.
Els manuscrits d'Asclepiòdot l'anomenen «filòsof», i hom l'identifica amb un deixeble de Posidoni (autor també d'un tractat militar) que, segons Sèneca (Qüestions Naturals: II 26.5, 30.1; V 15.1; VI 17.3, 22.2), va escriure una obra intitulada Quaestionum Naturalium causae.
L'obra, anomenada Tàctica, és un tractat en dotze capítols sobre teoria i tàctica militar, transmès per gran un manuscrit i altres manuscrits menors, i conté diagrames i figures copiades dels originals d'Asclepiòdot. Es tracta d'una obra que no sembla tenir objectiu pràctic, seguint la moda hel·lenística i romana de les obres d'aquesta temàtica. No obstant això, és de gran importància pel coneixement del vocabulari de la falange i altra terminologia militar d'època hel·lenística. El tractat se centra en la falange, les seves divisions i la seva posició. Entre els temes tractats hi ha els carros de guerra i els elefants, ja obsolets el segle i aC, cosa que fa pensar que es basa en un text més antic, si no és que pretén descriure els antics exèrcits hel·lenístics.

## Edicions
- Aeneas Tactitus, Asclepiodotus, and Onosander (en anglès). Traducció: Illinous Greek Club.  Loeb Classical Library, 1923. ISBN 0-674-99172-9.
  - Trancscripció del text grec i la traducció al web Lacus Curtius